# Mankiala-Stupa

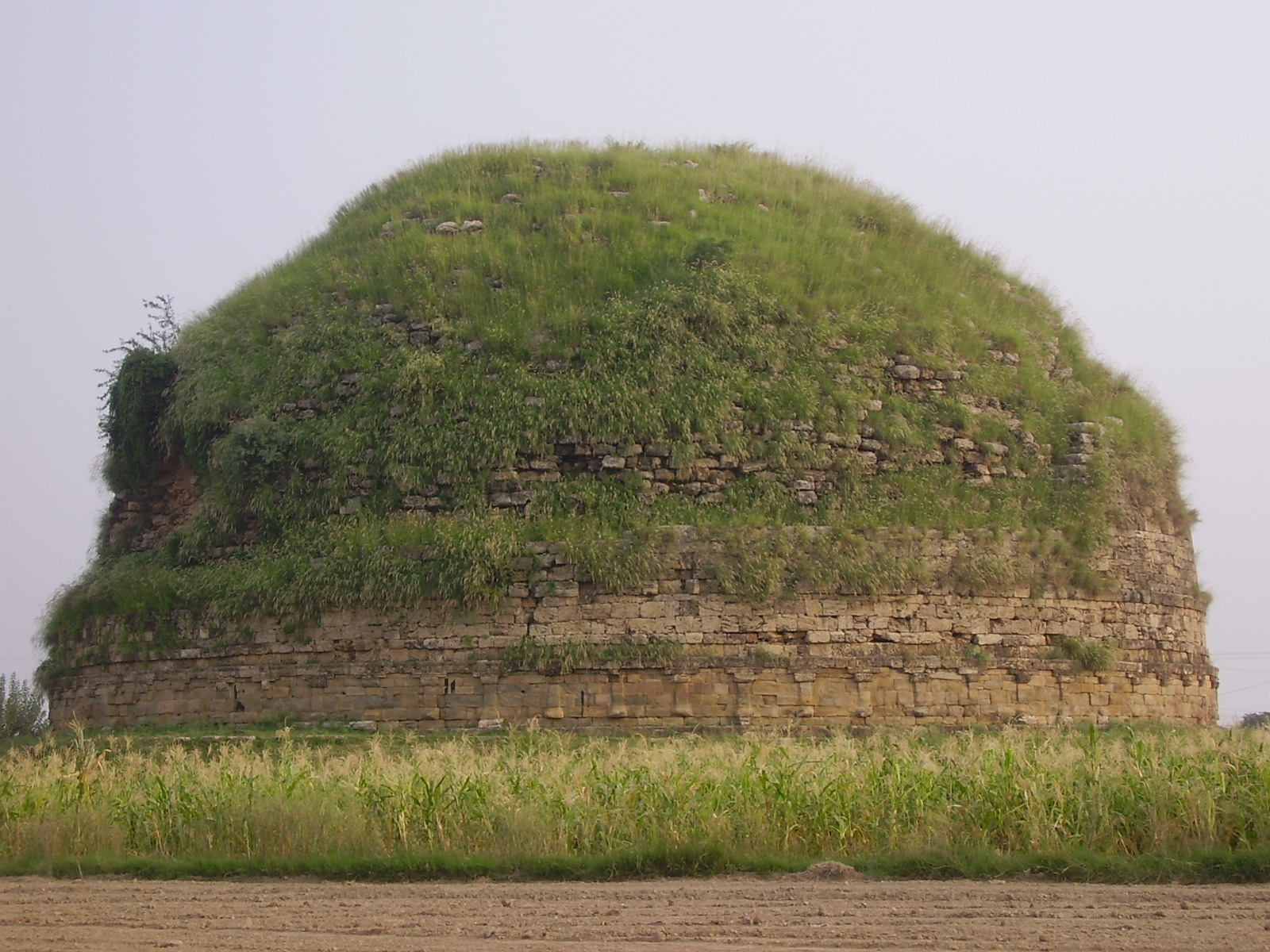
Mankiala-Stupa

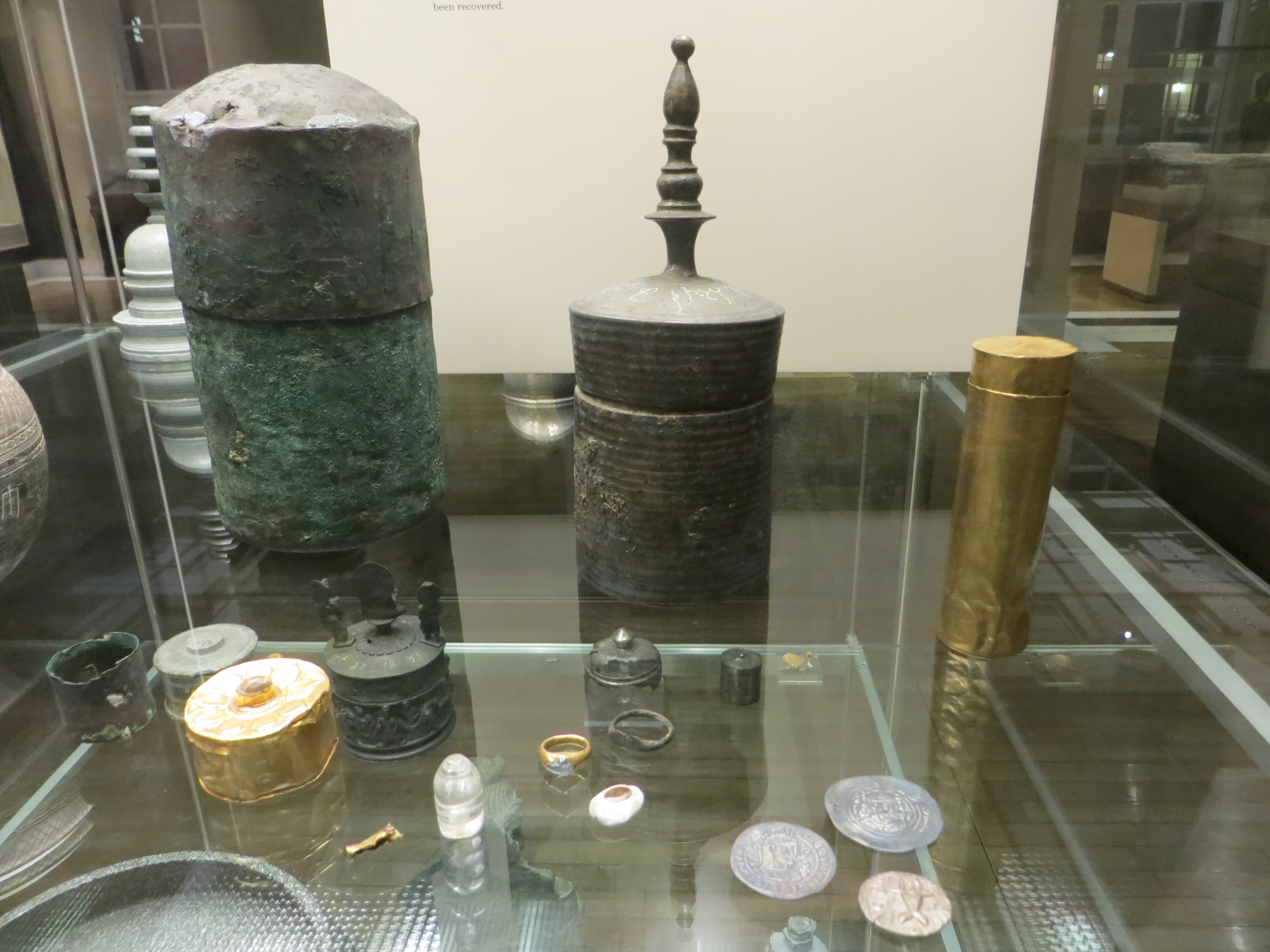
Reliquienfunde aus dem Mankiala-Stupa und dem Kanischka-Stupa, heute im British Museum

Die Mankiala-Stupa (auch Manikiala-Stupa) ist eine von mehreren weitgehend verfallenen buddhistischen Großstupas in der Provinz Punjab auf dem Staatsgebiet des heutigen Pakistan.

## Lage
Die Mankiala-Stupa (Urdu: مانكياله اسٹوپ) befindet sich in einer Höhe von ca. 600 m beim Dorf Mankiala etwa 30 bis 35 km (Fahrstrecke) südöstlich von Rawalpindi bzw. der Nachbarstadt Islamabad.

## Geschichte
Der Stupa stammt wahrscheinlich aus der Regierungszeit des Kuschana-Herrschers Kanischka, d. h. aus der Mitte des 2. Jahrhunderts n. Chr. Aus dieser Zeit stammen auch die ersten Darstellungen Buddhas auf Münzen, Reliquienbehältern etc. (siehe Bimaran-Reliquiar). Spätestens nach der Eroberung durch den Islam (vielleicht schon früher) geriet der Stupa in Vergessenheit und wurde erst im Jahre 1808 durch Mountstuart Elphinstone wiederentdeckt. Im Jahr 1830 fand der italienische Abenteurer und Söldner Jean-Baptiste Ventura bei Ausgrabungen einen Reliquienschatz im Innern; dieser wurde vom Sammler und Gelehrten James Prinsep erworben und blieb so erhalten. Im Jahr 1891 wurde der Bau von einem britischen Regiment restauriert; seitdem verfällt er aufs Neue.

## Architektur
Die Außenhaut des aus Steinen und Erde errichteten Stupa mit seinem Durchmesser von etwa 21 m und seiner heutigen Höhe von etwa 17 m wurde mit exakt behauenen Steinen belegt und überdies möglicherweise auch noch verputzt. Er scheint nach oben mehrfach leicht abgestuft gewesen zu sein; Reste eines Pilaster- oder Zaundekors finden sich nur in der unteren Ebene.

## Reliquienschatz
Zu dem im Jahr 1830 gefundenen Reliquienschatz gehören mehrere Gold- und Bronzebehältnisse sowie einige Ringe. Sie sind heute zusammen mit einer Kopie des Kanischka-Reliquiars und einigen Münzen im British Museum in London ausgestellt.